# Coupe d'Europe des voitures de tourisme 2015
Navigation
Édition précédente Édition suivante
La Coupe d'Europe des voitures de tourisme 2015 est la 11e saison de la Coupe d'Europe des voitures de tourisme (FIA ETC Cup), elle se déroule du 3 mai au 11 octobre avec 6 étapes dans 6 pays différents dont 3 d'entre elles disputées le même week-end que les manches de la saison 2015 du Championnat du monde des voitures de tourisme (WTCC).

## Engagés
| Equipe                         | Voiture                   | No. | Pilote               | Manches |
| ------------------------------ | ------------------------- | --- | -------------------- | ------- |
| Ülkü Motorsport                | BMW 320 TC                | 2   | Ümit Ülkü            | Toutes  |
| Ülkü Motorsport                | BMW 320 TC                | 3   | Galip Atar           | Toutes  |
| Borusan Otomotiv Motorsport    | BMW 320 TC                | 4   | Aytaç Biter          | Toutes  |
| Liqui Moly Team Engstler       | BMW 320 TC                | 5   | Davit Kajaia         | Toutes  |
| Liqui Moly Team Engstler       | BMW 320 TC                | 6   | Franz Engstler       | 6       |
| TC2                            |                           |     |                      |         |
| Rikli Motorsport               | Honda Civic FD            | 12  | Peter Rikli          | Toutes  |
| Rikli Motorsport               | Honda Civic FD            | 24  | Daniel Conrad        | Toutes  |
| Borusan Otomotiv Motorsport    | BMW 320si                 | 13  | Ibrahim Okyay        | Toutes  |
| Krenek Motorsport              | BMW 320si                 | 20  | Michal Matějovský    | Toutes  |
| Super 1600                     |                           |     |                      |         |
| Gilles Bruckner                | Ford Fiesta 1.6 16V       | 31  | Gilles Bruckner      | Toutes  |
| Ben Lintgen                    | Ford Fiesta ST            | 32  | Ben Lintgen          | 5       |
| Ravenol Team                   | Ford Fiesta 1.6 16V       | 33  | Ulrike Krafft        | Toutes  |
| Ravenol Team                   | Ford Fiesta 1.6 16V       | 34  | Erwin Lukas          | 3–6     |
| Ravenol Team                   | Ford Fiesta 1.6 16V       | 35  | Christian Kranenberg | 1       |
| Niklas Mackschin               | Ford Fiesta 1.6 16V       | 36  | Niklas Mackschin     | Toutes  |
| Florian Hildner                | Ford Fiesta 1.6 16V       | 38  | Florian Hildner      | Toutes  |
| Single-Make Trophy             |                           |     |                      |         |
| ADAC Team Hessen-Thuringen e.V | SEAT León Supercopa Racer | 55  | Andreas Pfister      | Toutes  |
| LEIN Racing,                   | SEAT León Supercopa Racer | 62  | Dejan Bulatovič      | 2–4     |
| LEIN Racing,                   | SEAT León Supercopa Racer | 77  | Mladen Lalušić       | 2–4     |
| Topcar Sport                   | SEAT León Supercopa Racer | 66  | Ronny Jost           | Toutes  |
| Homola Motorsport              | SEAT León Supercopa Racer | 70  | Maťo Homola          | Toutes  |
| Krenek Motorsport              | SEAT León Supercopa Racer | 72  | Petr Fulín           | Toutes  |
| Baporo Motorsport              | SEAT León Supercopa Racer | 73  | Alexandr Artemyev    | 1       |
| Zengő Motorsport               | SEAT León Supercopa Racer | 96  | Ferenc Ficza         | 1–2     |
| Zengő Motorsport               | SEAT León Supercopa Racer | 99  | Norbert Tóth         | 2       |
| NIS Petrol Racing Team         | SEAT León Supercopa Racer | 98  | Dušan Borković       | Toutes  |

## Résultats
| Manche | Manche | Circuit              | Date         | Pole position  | Meilleur tour   | Vainqueur       | Gagnant SMT     | Gagnant TC2    | Gagnant TC2T      | Gagnant S1600    |
| ------ | ------ | -------------------- | ------------ | -------------- | --------------- | --------------- | --------------- | -------------- | ----------------- | ---------------- |
| 1      | M1     | Hungaroring          | 3 mai        | Dušan Borković | Ferenc Ficza    | Ferenc Ficza    | Ferenc Ficza    | Davit Kajaia   | Michal Matějovský | Niklas Mackschin |
| 1      | M2     | Hungaroring          | 3 mai        |                | Dušan Borković  | Dušan Borković  | Dušan Borković  | Davit Kajaia   | Peter Rikli       | Niklas Mackschin |
| 2      | M1     | Slovakiaring         | 21 juin      | Petr Fulín     | Petr Fulín      | Petr Fulín      | Petr Fulín      | Davit Kajaia   | Michal Matějovský | Ulrike Krafft    |
| 2      | M2     | Slovakiaring         | 21 juin      |                | Davit Kajaia    | Dušan Borković  | Dušan Borković  | Davit Kajaia   | Michal Matějovský | Niklas Mackschin |
| 3      | M1     | Circuit Paul Ricard  | 28 juin      | Dušan Borković | Dušan Borković  | Dušan Borković  | Dušan Borković  | Davit Kajaia   | Peter Rikli       | Niklas Mackschin |
| 3      | M2     | Circuit Paul Ricard  | 28 juin      |                | Dušan Borković  | Andreas Pfister | Andreas Pfister | Davit Kajaia   | Michal Matějovský | Niklas Mackschin |
| 4      | M1     | Circuit de Masaryk   | 6 septembre  | Maťo Homola    | Maťo Homola     | Maťo Homola     | Maťo Homola     | Davit Kajaia   | Michal Matějovský | Niklas Mackschin |
| 4      | M2     | Circuit de Masaryk   | 6 septembre  |                | Dejan Bulatovič | Dušan Borković  | Dušan Borković  | Davit Kajaia   | Michal Matějovský | Niklas Mackschin |
| 5      | M1     | Circuit de Zolder    | 20 septembre | Davit Kajaia   | Davit Kajaia    | Maťo Homola     | Maťo Homola     | Aytaç Biter    | Michal Matějovský | Niklas Mackschin |
| 5      | M2     | Circuit de Zolder    | 20 septembre |                | Maťo Homola     | Dušan Borković  | Dušan Borković  | Ümit Ülkü      | Michal Matějovský | Niklas Mackschin |
| 6      | M1     | Autodromo di Pergusa | 11 octobre   | Dušan Borković | Petr Fulín      | Petr Fulín      | Petr Fulín      | Davit Kajaia   | Peter Rikli       | Gilles Bruckner  |
| 6      | M2     | Autodromo di Pergusa | 11 octobre   |                | Davit Kajaia    | Franz Engstler  | Petr Fulín      | Franz Engstler | Peter Rikli       | Niklas Mackschin |

## Classements
| Pos                | pilote               | HUN       | HUN       | SVK       | SVK       | LEC       | LEC       | BRN       | BRN       | ZOL       | ZOL       | PER       | PER       | Pts       |
| TC2 Turbo          | TC2 Turbo            | TC2 Turbo | TC2 Turbo | TC2 Turbo | TC2 Turbo | TC2 Turbo | TC2 Turbo | TC2 Turbo | TC2 Turbo | TC2 Turbo | TC2 Turbo | TC2 Turbo | TC2 Turbo | TC2 Turbo |
| ------------------ | -------------------- | --------- | --------- | --------- | --------- | --------- | --------- | --------- | --------- | --------- | --------- | --------- | --------- | --------- |
| 1                  | Davit Kajaia         | 21        | 4         | 51        | 2         | 31        | 6         | 31        | 3         | 101       | 9         | 2         | 2         | 149       |
| 2                  | Aytaç Biter          | 93        | 6         | 162       | Ret       | 92        | 10        | 102       | 11        | 52        | 10        | 8         | 8         | 100       |
| 3                  | Ümit Ülkü            | 132       | 10        | 13        | 12        | 123       | 9         | 123       | 15        | DSQ3      | 7         | 93        | 9         | 90        |
| 4                  | Galip Atar           | 12        | 14        | 153       | 14        | 14        | 14        | 15        | 17        | 9         | 12        | 11        | 12        | 73        |
| 5                  | Franz Engstler       |           |           |           |           |           |           |           |           |           |           | 31        | 1         | 42        |
| TC2                |                      |           |           |           |           |           |           |           |           |           |           |           |           |           |
| 1                  | Michal Matějovský    | 81        | 9         | 81        | 6         | 111       | 8         | 81        | 5         | 41        | 6         | 62        | 7         | 147       |
| 2                  | Peter Rikli          | 102       | 8         | 9         | 7         | 103       | 11        | 113       | 10        | 7         | 8         | 51        | 6         | 130       |
| 3                  | Ibrahim Okyay        | 143       | NC        | 112       | 8         | 132       | 13        | 132       | 9         | 62        | Ret       | 73        | 10        | 86        |
| 4                  | Daniel Conrad        | 11        | 13        | 14        | 13        | 17†       | Ret       | 14        | 12        | Ret3      | 11        | 10        | 11        | 64        |
| Super 1600         |                      |           |           |           |           |           |           |           |           |           |           |           |           |           |
| 1                  | Niklas Machschin     | 151       | 15        | 182       | 15        | 151       | 15        | 161       | 13        | 111       | 13        | 143       | 14        | 150       |
| 2                  | Gilles Bruckner      | 173       | 17        | 193       | 16        | 202       | 19†       | 173       | 14        | 122       | Ret       | 132       | 15        | 105       |
| 3                  | Ulrike Krafft        | 162       | 16        | 171       | 17        | 163       | 16        | 182       | Ret       | 143       | 14        | Ret1      | 16        | 94        |
| 4                  | Florian Hildner      | 18        | 19        | Ret       | DNS       | 19        | 17        | 19        | 16        | 15        | 16        | 15        | 17        | 62        |
| 5                  | Erwin Lukas          |           |           |           |           | 18        | 18        | DNS       | DNS       | 13        | 15        | 16        | 18        | 41        |
| 6                  | Christian Kranenberg | Ret       | 18        |           |           |           |           |           |           |           |           |           |           | 5         |
| 7                  | Ben Lintgen          |           |           |           |           |           |           |           |           | Ret       | DNS       |           |           | 0         |
| Single-Make Trophy |                      |           |           |           |           |           |           |           |           |           |           |           |           |           |
| 1                  | Dušan Borković       | 51        | 1         | 3         | 1         | 1         | 2         | 2         | 1         | 32        | 1         | Ret1      | 13        | 110       |
| 2                  | Petr Fulín           | 32        | 3         | 1         | 4         | 2         | 12        | 4         | DNS       | 23        | 4         | 13        | 3         | 107       |
| 3                  | Andreas Pfister      | 43        | 12        | 6         | 5         | 42        | 1         | 5         | 6         | Ret       | 5         | 12        | 4         | 78        |
| 4                  | Maťo Homola          | Ret       | 5         | 2         | 3         | 73        | 3         | 1         | 2         | 1         | 3         | Ret2      | DNS       | 77        |
| 5                  | Ronny Jost           | 6         | 7         | 7         | 9         | 5         | 4         | 7         | 3         | 8         | 2         | 4         | 5         | 75        |
| 6                  | Dejan Bulatovič      |           |           | 10        | 11        | 6         | 5         | 63        | 8         |           |           |           |           | 20        |
| 7                  | Ferenc Ficza         | 1         | 2         | 20†       | Ret       |           |           |           |           |           |           |           |           | 18        |
| 8                  | Mladen Lalušić       |           |           | 12        | 10        | 8         | 7         | 9         | 7         |           |           |           |           | 15        |
| 9                  | Alexandr Artemyev    | 7         | 11        |           |           |           |           |           |           |           |           |           |           | 6         |
| 10                 | Norbert Tóth         |           |           | 4         | Ret       |           |           |           |           |           |           |           |           | 5         |
| Pos                | Pilote               | HUN       | HUN       | SVK       | SVK       | LEC       | LEC       | BRN       | BRN       | ZOL       | ZOL       | PER       | PER       | Pts       |

| Couleur | Résultat                                                         |
| ------- | ---------------------------------------------------------------- |
| Or      | Vainqueur                                                        |
| Argent  | 2e place                                                         |
| Bronze  | 3e place                                                         |
| Vert    | Classé, dans les points                                          |
| Bleu    | Classé, hors des points Non classé (Nc.)                         |
| Mauve   | Abandon (Ab.) Retrait (Re.)                                      |
| Noir    | Disqualifié (Dq.)                                                |
| Blanc   | N'a pas pris le départ (Np.) Forfait (Forf.) Épreuve annulée (A) |
| Aucune  | N'a pas participé (-)                                            |